# Военная марка

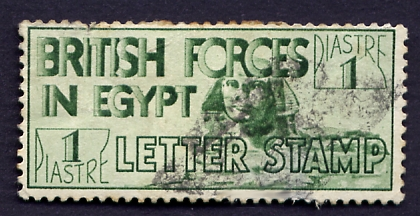
Почтовая марка, использовавшаяся британскими войсками в Египте

Военная марка — почтовая марка, используемая военной организацией во время войны или при проведении операции по поддержанию мира. Часто перевозка почтовых отправлений осуществляется самими вооружёнными силами, пока они не достигнут страны назначения. Такие марки широко использовались во время Второй мировой войны солдатами, желающими отправить корреспонденцию своим семьям. Использование этих марок в определенной степени прекратилось с появлением электронных средств связи. Некоторые военные выпуски:
- Китайские экспедиционные силы (1900—1921)
- Индийские экспедиционные силы (1914—1922)
- Британская оккупация острова Мафия (1915—1916)
- Британская полевая почта в Салониках (1916)
- Полевые силы Ньясаленда (1916)
- Египетские экспедиционные силы (1918)
- Индийская экспедиционная группа «D» (1919)
- Британские силы в Египте (1932—1939)
- Ближневосточные силы (1942—1947)
- Восточно-африканские силы (1943—1946)
- Индийская национальная армия (Вторая мировая война)
- Индийские миротворческие силы в Корее (1953)
- Международная комиссия в Индокитае (1954—1968)
- Индийские силы ООН в Конго (1962)
- Индийские силы ООН в Газе (1965)

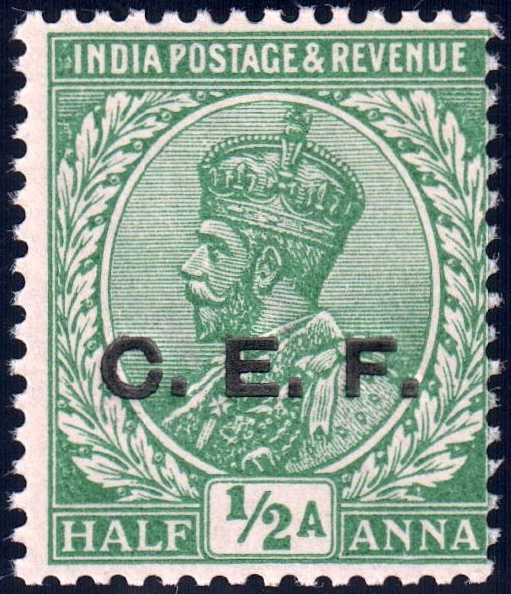
Марка Китайских экспедиционных сил
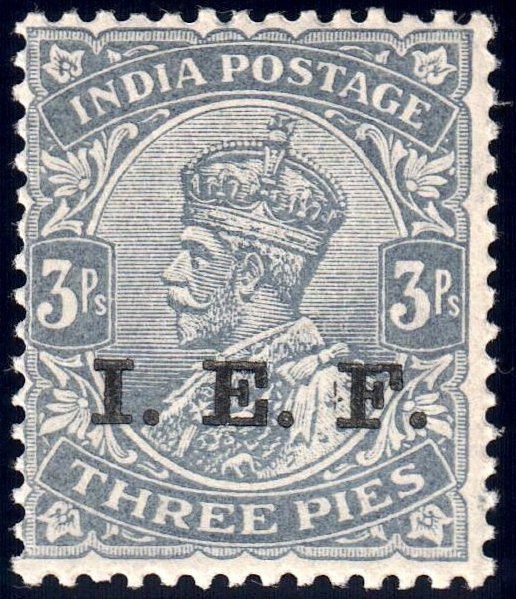
Марка Индийских экспедиционных сил
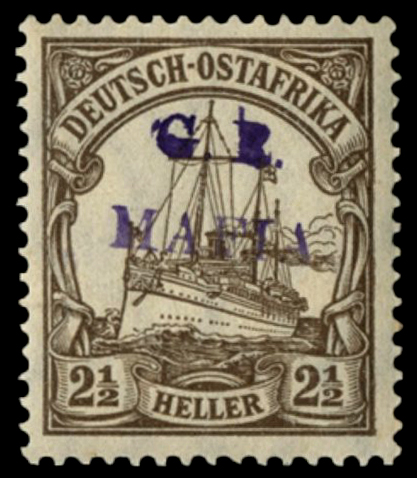
Марка британской оккупации острова Мафия.
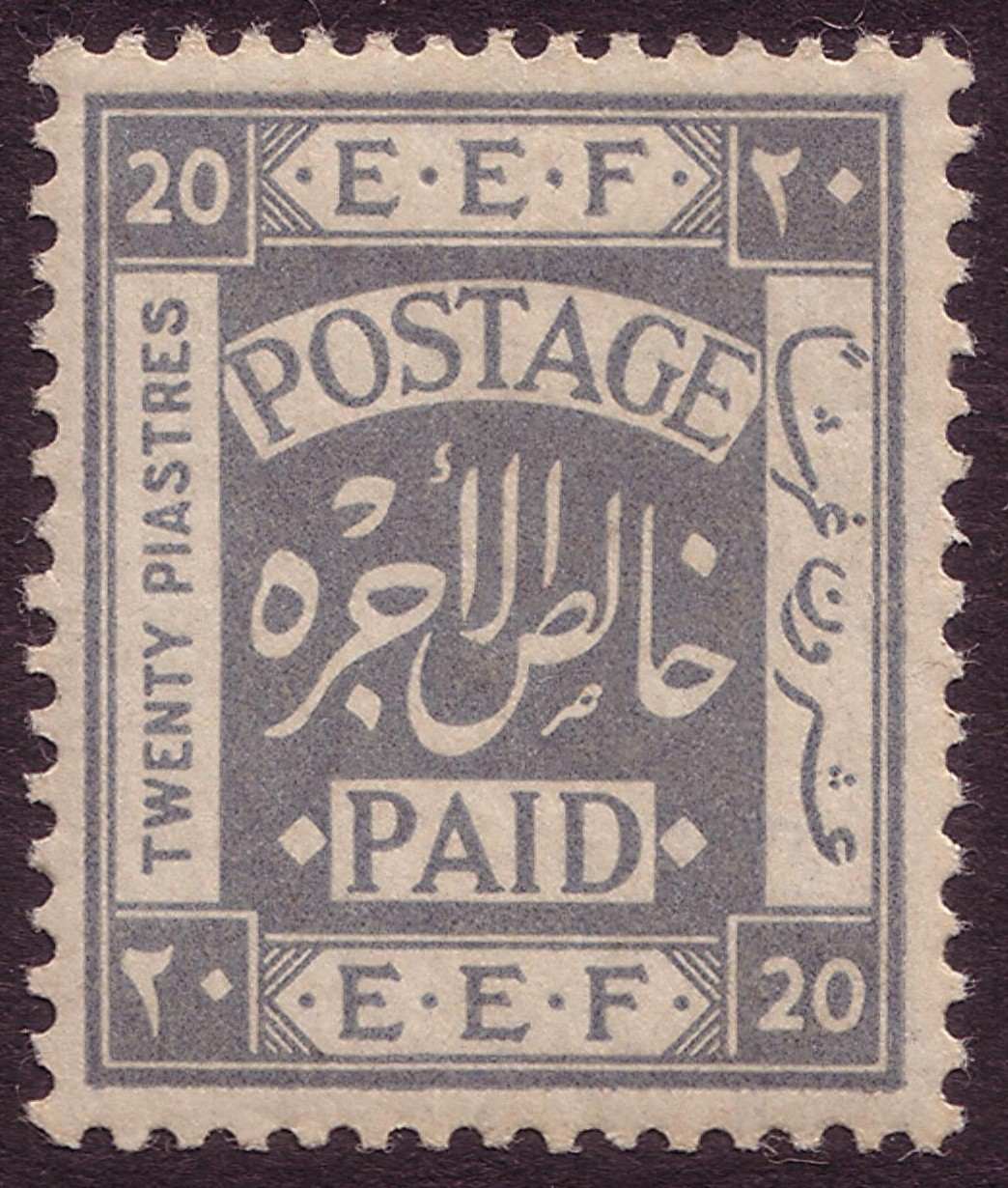
Марка Египетских экспедиционных сил
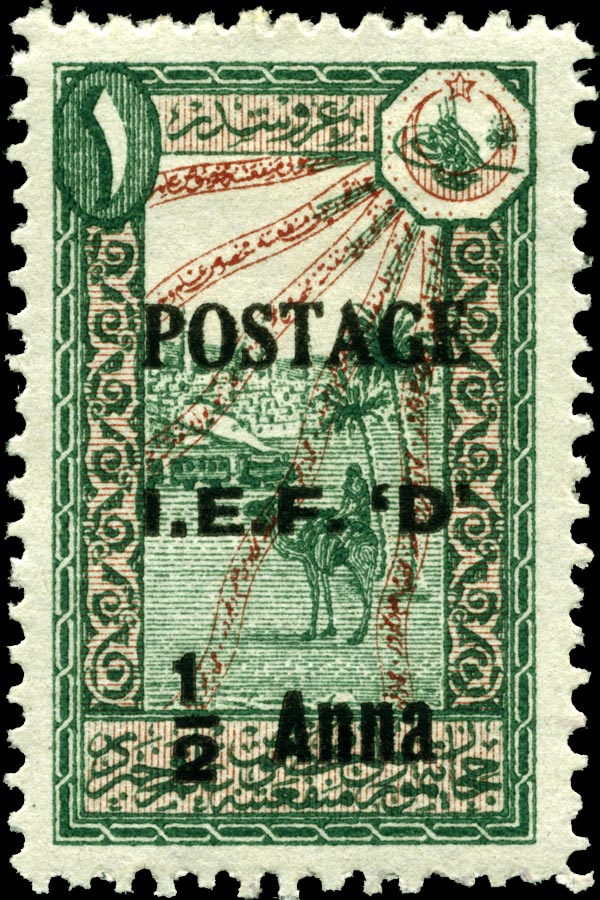
Марка для индийской экспедиционной группы "D" в Мосуле
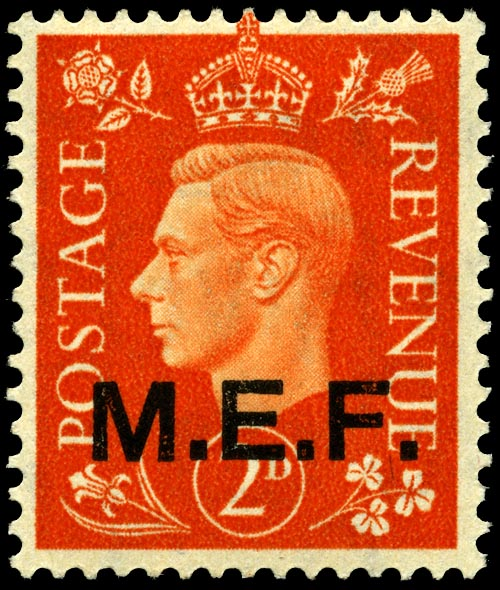
Марка Ближневосточных экспедиционных сил
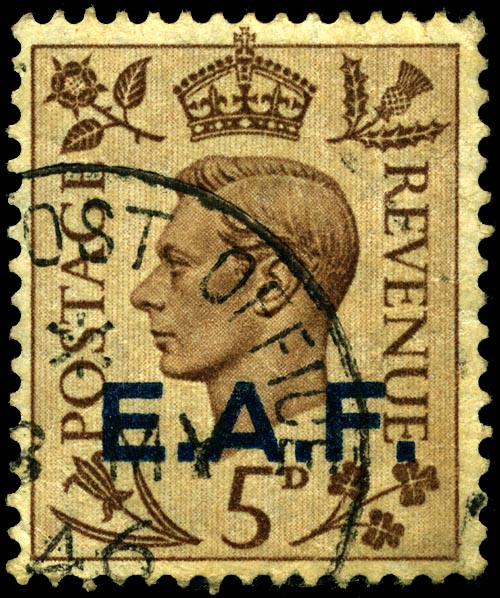
Марка Восточно-африканских сил